# Medawachchiya Division
Medawachchiya Division är en division i Sri Lanka.   Den ligger i distriktet Anuradhapura District och provinsen Norra Centralprovinsen, i den norra delen av landet, 200 km norr om huvudstaden Colombo. Antalet invånare är 46 743.